# Austrodamaeus australis
Austrodamaeus australis är en kvalsterart som först beskrevs av Woas 1992.  Austrodamaeus australis ingår i släktet Austrodamaeus och familjen Gymnodamaeidae. Inga underarter finns listade.